# Ramiro Garcês de Viguera
Ramiro Garcês de Viguera (em castelhano: Ramiro Garcés de Viguera; c. 945 — 9 de julho de 981) foi o primeiro rei de Viguera, de 970 até à sua morte. 

## Vida
Os seus pais eram Garcia Sanches I e a sua segunda esposa Teresa de Leão, filha do rei Ramiro II e da rainha Ausenda Guterres. Alguns autores sugerem que o seu pai lhe deixou em herança a região de Viguera com o título de rei devido a pressões da rainha Teresa, que tentou que o rei deserdasse o filho primogénito Sancho Garcês II. O reino consistia dos vales do rios Iregua e Leça, com Viguera, a segunda mais importante fortaleza na Rioja depois de Nájera, no centro do reino. A outra fortaleza relevante era Calaorra, sob o controlo dos muçulmanos. Apesar de ter sido costume entre os reis de Pamplona durante o século X repartir entre os seus filhos bens territoriais que podiam ser transmitidos aos seus herdeiros, estes bens ainda estavam sujeitos aos reis de Pamplona, assim Ramiro Garcês foi um subrégulo (subregulus) e vassalo do seu irmão Sancho Garcês II.
Em 945 tentou uma incursão no território vizinho muçulmano, mas foi derrotado na batalha de Estercuel em 6 de julho. Segundo fontes árabes, foi morto em 981 na Batalha de Torre Vicente, entre Atiença e Gormaz, onde ele e o conde de Castela Garcia Fernandes lutaram contra Almançor apoiando o rebelde cordovês e sogro de Almançor, Galibe ibne Abderramão.  Foi enterrado no Mosteiro de Leyre segundo aparece num documento do dito mosteiro em 991 quando seu irmão Sancho Garcês II com sua esposa Urraca fizeram uma doação ao mosteiro onde cum Dei ausilio sepultus est.

## Descendência
Teve dois filhos conhecidos que herdaram o reino:
- Sancho, o filho primogénito do rei, que pode ter sido o regente depois da morte do seu primo irmão, o rei Garcia Sanches II, durante a menoridade do futuro rei Sancho Garcês III[6] Desaparece da documentação em 997.[7]
- Garcia Ramires de Viguera, morto cerca de 1004, o último ano que figura na documentação.[7]